# Gunnar Bolander (handelsexpert)
Gunnar Oscarsson Bolander, född 25 mars 1886 i Jakobs församling, Stockholm, död 12 maj 1955 i Engelbrekts församling, Stockholm, var en svensk handelsexpert.
Bolander var ursprungligen officer, anställdes 1916 vid Sveriges allmänna exportförening, blev sekreterare 1918 och samma år kontorschef och chef för östasiatiska avdelningen. År 1922 blev han direktörsassistent och 1942 biträdande direktör. Från 1942 var Bolander även VD för Sveriges järn- och metallmanufakturförening. Han anlitades som sakkunnig vid handelsöverläggningar med främmande makter, bland annat med Sovjetunionen 1940. Gunnar Bolander är begravd på Norra begravningsplatsen utanför Stockholm.